# Посейдіпп
Посейдіпп (грец. Poseidippos, близько 310 до н. е. — бл. 240 до н. е.) - елліністичний епіграматист.

## Життя та творчість
Народився у м. Пелла (столиця стародавньої Македонії). Замолоду переїхав до Афін, де отримав класичну освіту, вивчав філософію. Згодом перебрався на острів Самос. Вивчав філософію в Афінах. Деякий час він жив на Самосі, перш ніж поїхати в Олександрію до двору царів Птолемеїв.
Був відомий насамперед як автор епіграм. Усього в доробку 25 епіграм. Відомою є епіграма для святилища обожненої цариці Арсіної II і для маяка на острові Фарос. Здебільшого епіграми Посейдіппа мають застільний і еротичний зміст. Посейдіпп дружив з поетами Асклепіадом та Гедилосом. Двадцять його епіграм збережено в грецькій антології; подальші вірші дійшли до нас від Афіная.
У 2001 р. був опублікований папірус, що містив близько 100 нещодавно відкритих віршів Посейдіпа (близько 600 віршів). Вони стосуються подій при дворі Птолемеїв; особливо показовими є епіграми про перемоги цариць Птолемея на перегонах на колісницях в Олімпії.
До 2001 року вважалося, що єдині теми, які торкався Посейдіпп — це випивка і любов. Однак в ході недавніх розкопок було знайдено саркофаг з «Міланським Папірусом», який датується приблизно 180 роком до н. е. і який містить 112 віршів. Авторство двох з них з великою часткою впевненості приписується Посідіппу, і мова в них йде про побут династії Птолемеїв, про коштовні камені і прогнози. Багато вчених схильні приписувати Посідіппу авторство і інших поем «Міланського Папірусу».
Сприйнятливість до пластичної красі він підтвердив епіграмами на витвори мистецтва, наприклад, на статую Александра Македонського і на алегоричну скульптуру Лісіппа, що являла Кайра. Мова Посейдіппа ясна і проста, в метриці він орієнтувався на Каллімаха.